# Galileo Chini
Galileo Andrea Maria Chini, né le 2 décembre 1873 à Florence en Toscane et mort le 23 août 1956 dans cette même ville, est un graphiste, architecte, scénographe, céramiste et peintre italien du style Art nouveau du début du XXe siècle.

## Biographie
Galileo Chini, issu d'un milieu modeste, fréquenta les cours de décoration de la Scuola d'Arte di Santa Croce, à Florence. Il commença sa carrière comme ouvrier auprès de l'usine de produits chimiques Pegna avant d'être apprenti décorateur dans l'entreprise de son oncle paternel ainsi que par la fréquentation des boutiques des peintres Amedeo Buontempo et Augusto Burchi, ceci jusqu'en 1895.
De 1895 à 1897 il fréquenta par intermittence la Scuola Libera di Nudo à l'Académie des Beaux-Arts de Florence et connut Elvira Pescetti qui deviendra son épouse.
À Florence en 1896 il créa la manufacture Arte della Ceramica en partenariat avec Giovanni Vannuzzi, Giovanni Montelatici et Vittorio Giunti. Il travailla aussi à San Miniato en décorant les fresques de la salle du conseil communal et l'église de San Domenico.
En 1899 il épousa Elvira. Sa fille, Isotta, naquit en 1900 et son fils, Eros, en 1901.
Ses travaux en céramique furent primés aux expositions internationales de Saint-Louis (1904) et de Bruxelles (1910). 
En 1904, à la suite de divergences avec la direction, il abandonna la manufacture Arte della ceramica et avec son cousin Chino il fonda la Fornaci di San Lorenzo réalisant des céramiques, vitraux, agencements d'intérieur, meubles en bois décorés de carrelages, céramiques et vitraux...
Il continua à participer à de nombreuses expositions.
Jusqu'en 1905 il s'employa à décorer et restaurer des églises dont l'église Santa Maria Maggiore à Florence. Il réalisa aussi une série de fresques à l'Hôtel Cavour (Florence) et au Grand Hôtel La Pace à Montecatini.
En 1907, il exposa à la Biennale de Venise.
De 1908 à 1911, il occupa la chaire d'enseignant au Corso di Decorazione alla Regia Accademia di Belle Arti de Rome. Au même moment il débuta en tant que scénographe théâtral.
En 1910 le Roi de Siam, Rama V, charmé par les travaux que Galileo Chini avait présenté à la Biennale de Venise, l'invita à travailler à sa cour à Bangkok.
En juin 1911, Galileo Chini embarqua à Gênes pour l'extrême orient.
À Rama V, décédé entre-temps, succéda son fils Rama VI, qui accueillit le peintre à Bangkok. Chini décora les fresques de la salle du trône du palais royal de Bangkok et réalisa une série de portraits officiels de la famille royale et de dignitaires de la cour.
En 1913 il rentra en Italie en ramenant diverse peintures de paysages et vues qu'il exposa en 1914 à la Mostra della Secessione Romana.
Il ramena aussi une collection de reliques orientales dont il fit donation en 1950 au musée ethnographique de l'Université de Florence.
En 1915 il enseigna à l'Académie des Beaux-Arts de Florence.
Les années suivantes, il décora les fresques du palais communal de Montecatini et la chambre de commerce de Florence tout en intensifiant son activité de scénographe en commençant sa collaboration avec Giacomo Puccini pour l'opéra Gianni Schicchi.
En 1921, il exposa à la première Biennale Romaine et en 1924 à la Biennale de Venise. Il travailla de nouveau avec Puccini pour Turandot.
En 1925-1926, il décora le Grand Hôtel des Thermes à Montecatini et les cabines du navire Augustus.
En 1925, il décora les salons du palais des congrès et les thermes Berzieri à Salsomaggiore Terme.
En 1927, il obtint la chaire de décoration picturale à la  Reale scuola di Architettura à Florence
En 1928, il décora les fresques du siège milanais de la affrescò la Società elettrica Montecatini.
En 1930, il retourna à la Biennale de Venise et dans la période 1930 - 1940, il exposa personnellement ses œuvres en Italie et à l'étranger.
En 1938, il abandonna l'enseignement pour raisons d'âge.
Il continua à organiser des expositions d'œuvres personnelles (Bologna, Paris, Rome, Düsseldorf, etc.) jusqu'en 1942.
La guerre provoqua la suspension de ses activités et, en 1945, il donna à la ville de Florence une série de peintures représentant des vues de zones de la ville détruites par les actions belliqueuses.
En 1946, sa fille Isotta décéda et son activité déclina progressivement à cause de problèmes de vue qui provoquèrent finalement sa cecité.
En 1951, il exposa à l'Exposition Internationale d'Art Sacré, à Rome, et l'année suivante Florence lui dédia une rétrospective.
En 1954, il exposa de nouveau à Rome, pour la Mostra d'Art contemporain et en 1956 à Bogotà en Colombie.
Galileo Chini mourut le  23 août 1956 dans sa maison et atelier situé 52, via del Ghirlandaio à Florence.
Luchino Visconti  était un collectionneur passionné des œuvres de Chini.
En 2006 la Galerie nationale d'art moderne de Rome lui a consacré une exposition commémorative.

## Musées
Liste des musées qui exposent des œuvres de l'artiste :
- Casa-Museo Galileo Chini, Camaiore.
- Galleria Nazionale d'Arte Moderna, Rome
- Museo Boncompagni Ludovisi per le Arti Decorative, Rome
- Museo Internazionale della Ceramica, Faenza.
- Museo Civico della Manifattura Chini, Villa Pecori Giraldi, Borgo San Lorenzo.
- Museo Michelangiolesco, Caprese Michelangelo.
- Villa Puccini, Torre del Lago (frazione de Viareggio)
- Galleria d'Arte Moderna, Palazzo Pitti, Florence

## Sources
- (it) Cet article est partiellement ou en totalité issu de l’article de Wikipédia en italien intitulé « Galileo Chini » (voir la liste des auteurs).